# Sign o' the Times (альбом Прінса)
Sign o' the Times (стилізовано Sign «☮︎» the Times) — дев'ятий подвійний студійний альбом американського співака та композитора Прінса, випущений 30 березня 1987 року на лейблі Warner Bros. Records та Paisley Park Records. В процесі запису цього альбому, експериментуючи, Прінс створив принаймні три невипущені альбоми (альбом Dream Factory, альбом Camille, де альтер-его Прінса — його жіноча сутність, Камілла та альбом Crystal Ball). В альбомі Sign o' the Times поєднано багато музичних стилів (починаючи з року й закінчуючи соулом).
Також був випущений однойменний фільм (фактично запис концертних виступів). Альбом зайняв шосту сходинку в Billboard 200 та став платиновим у липні 1987 року. Також альбом опинився в першій десятці чартів у Франції, Австрії, Італії, Новій Зеландії, Норвегії, Швеції, Британії, а також посів перше місце у Швейцарії. «Sign o' the Times», «U Got the Look» та «I Could Never Take the Place of Your Man» посіли місця в першій десятці Billboard Hot 100. Після смерті Прінса альбом зайняв 20 сходинку в Billboard 200.
Незважаючи на те, що альбом комерційно не був таким же успішним, як Purple Rain, Sign o' the Times було оцінено найвище. За опитуванням Pazz & Jop Sign o' the Times став найкращим альбомом 1987 року.
2017 року альбом був внесений до зали слави премії «Греммі».

## Список композицій
| Перша касета: Перша сторона | Перша касета: Перша сторона    | Перша касета: Перша сторона |
| #                           | Назва                          | Тривалість                  |
| --------------------------- | ------------------------------ | --------------------------- |
| 1.                          | «Sign o' the Times»            | 5:02                        |
| 2.                          | «Play in the Sunshine»         | 5:05                        |
| 3.                          | «Housequake»                   | 4:38                        |
| 4.                          | «The Ballad of Dorothy Parker» | 4:04                        |

| Перша касета: Друга сторона | Перша касета: Друга сторона                      | Перша касета: Друга сторона |
| #                           | Назва                                            | Тривалість                  |
| --------------------------- | ------------------------------------------------ | --------------------------- |
| 1.                          | «It»                                             | 5:10                        |
| 2.                          | «Starfish and Coffee» (Susannah Melvoin, Prince) | 2:51                        |
| 3.                          | «Slow Love» (Prince, Carole Davis)               | 4:18                        |
| 4.                          | «Hot Thing»                                      | 5:39                        |
| 5.                          | «Forever in My Life»                             | 3:38                        |

| Друга касета: Третя сторона | Друга касета: Третя сторона                                    | Друга касета: Третя сторона |
| #                           | Назва                                                          | Тривалість                  |
| --------------------------- | -------------------------------------------------------------- | --------------------------- |
| 1.                          | «U Got the Look» (features uncredited vocals by Sheena Easton) | 3:58                        |
| 2.                          | «If I Was Your Girlfriend»                                     | 4:54                        |
| 3.                          | «Strange Relationship»                                         | 4:04                        |
| 4.                          | «I Could Never Take the Place of Your Man»                     | 6:31                        |

| Друга касета: Четверта сторона | Друга касета: Четверта сторона                                      | Друга касета: Четверта сторона |
| #                              | Назва                                                               | Тривалість                     |
| ------------------------------ | ------------------------------------------------------------------- | ------------------------------ |
| 1.                             | «The Cross»                                                         | 4:46                           |
| 2.                             | «It's Gonna Be a Beautiful Night» (Doctor Fink, Eric Leeds, Prince) | 8:59                           |
| 3.                             | «Adore»                                                             | 6:29                           |